# Kabinett Magnago VI
Das Kabinett Magnago VI war die IX. Südtiroler Landesregierung. Es war das letzte Kabinett unter dem langjährigen Landeshauptmann Silvius Magnago. Das Kabinett war vom 27. April 1984 bis zum 16. März 1989 im Amt. Gewählt wurde es vom Südtiroler Landtag in seiner Zusammensetzung nach den Wahlen 1983.

## Zusammensetzung
| Name                | Amt                           | Partei                      | Sprachgruppe |
| ------------------- | ----------------------------- | --------------------------- | ------------ |
| Silvius Magnago     | Landeshauptmann               | SVP                         | deutsch      |
| Alfons Benedikter   | Landeshauptmannstellvertreter | SVP                         | deutsch      |
| Remo Ferretti       | Landeshauptmannstellvertreter | Democrazia Cristiana        | italienisch  |
| Erich Achmüller     | Landesrat (1)                 | SVP                         | deutsch      |
| Giancarlo Bolognini | Landesrat                     | Democrazia Cristiana        | italienisch  |
| Luis Durnwalder     | Landesrat                     | SVP                         | deutsch      |
| Hans Rubner         | Landesrat (1)                 | SVP                         | deutsch      |
| Otto Saurer         | Landesrat                     | SVP                         | deutsch      |
| Giuseppe Sfondrini  | Landesrat                     | Partito Socialista Italiano | italienisch  |
| Franz Spögler       | Landesrat                     | SVP                         | deutsch      |
| Hugo Valentin       | Landesrat                     | SVP                         | ladinisch    |
| Anton Zelger        | Landesrat                     | SVP                         | deutsch      |
| Aldo Balzarini      | Ersatzlandesrat               | Democrazia Cristiana        | italienisch  |
| Sepp Mayr           | Ersatzlandesrat               | SVP                         | deutsch      |
| Siegfried Messner   | Ersatzlandesrat               | SVP                         | deutsch      |

(1) Am 5. Mai 1987 wählte der Landtag Erich Achmüller anstelle des zuvor zurückgetretenen Hans Rubner zum Landesrat.